# Отавиці
Отавиці (словен. Otavice) — поселення в общині Рибниця, регіон Південно-Східна Словенія, Словенія.